# Institut national afghan de musique
L'Institut national afghan de musique (en anglais Afghanistan National Institute of Music ; ANIM) est une école de musique à Kaboul, en Afghanistan. Il a été fondé par l'ethnomusicologue afghano-australien Ahmad Naser Sarmast, et propose un programme combinant les cours de musique afghane et occidentale,. L'ANIM est un institut mixte d'enseignement,.
Selon un accord entre Sarmast et le ministère afghan de l'Éducation, l'école accueille à la fois des élèves exceptionnellement talentueux et des enfants défavorisés,.
En 2013, l'Afghan Youth Orchestra d'ANIM fait une tournée aux États-Unis, notamment au Carnegie Hall et au Kennedy Center,.
En 2014, un attentat-suicide à la bombe lors d'un concert d'étudiants au centre culturel du lycée français de Kaboul tue un membre du public et le kamikaze. De nombreux autres personnes sont blessées dont Sarmast, qui perd une partie de son audition,,.
En 2015, la première cheffe d'orchestre issue de l'institut, Negin Khpalwak, âgée de 17 ans, tient son premier concert avec un ensemble entièrement féminin,,.
En 2018, un tiers des 250 étudiants sont des femmes et la proportion continue d'augmenter. En 2019, l'orchestre féminin Zohra effectue une tournée européenne.
En 2018, l'Institut national afghan de musique et Ahmad Sarmast reçoivent le prix Polar Music.
En août 2021, lors de leur retour au pouvoir, les talibans ferment l'Institut, alors qu'Ahmad Sarmast se trouve en Australie.

## Professeurs notables
- Eddie Ayres (1967-), animateur de radio australo-britannique et professeur de musique.